# Katherine Miller
Katherine Miller (Nova Iorque, 9 de maio de 1994) é uma esgrimista de nacionalidade brasileira e norte-americana.
Em 2013, em sua primeira aparição no Campeonato Nacional da Associação Atlética Universitária Nacional (NCAA), terminou em 17.º lugar na competição de espada. Avançou para o NCAA Nationals após terminar em 11.º lugar na NCAA Regional Nordeste. Terminou em quarto lugar no Campeonato Ivy League. Membro do time de espada que conquistou o quinto lugar no Campeonatos de Seleção Colegiada dos EUA.
Katherine venceu o Campeonato Brasileiro de Esgrima de 2013 na categoria espada individual feminino e integrou a equipe de esgrima feminina ganhadora da medalha de bronze do Brasil no Campeonato Pan-Americano de Esgrima de 2016, realizado na Cidade do Panamá. A atleta integrou a equipe feminina de esgrima do Brasil nos Jogos Olímpicos Rio 2016.
Ela completou o ensino médio no Hunter College High School e cursou estudos globais na Universidade de Yale.